# Fernando Ramos de Alencar

Fernando Ramos de Alencar

Fernando Ramos de Alencar (* 29. April 1919 in Porto Alegre; † 1994 in Santiago de Chile) war ein brasilianischer Diplomat.

## Werdegang
Ramos de Alencar kam als Sohn des Ministers Armando de Alencar zur Welt. Er war Generalsekretär im brasilianischen Außenministerium und diente als Botschafter in Santiago de Chile, Bonn, Bogotá, Asunción und Bern. 1973 war er Verhandlungsführer zur Unterzeichnung des Vertrags von Itaipú zum Bau des gleichnamigen Wasserkraftwerks Itaipú.

## Ehrungen
- 1960: Großes Verdienstkreuz mit Stern und Schulterband der Bundesrepublik Deutschland